# Hutthurm
Hutthurm je městys v německé spolkové zemi Bavorsko, v zemském okrese Pasov ve vládním obvodu Dolní Bavorsko.
Žije zde přibližně 6 400 obyvatel.